# Borgo di Oswestry
Oswestry (gallese: Croesoswallt) è stato un borough dello Shropshire, Inghilterra, Regno Unito, con sede nella città omonima.
Il distretto fu creato con il Local Government Act 1972, il 1º aprile 1974 dal precedente distretto rurale di Oswestry. Fu soppresso nel 2009 con la creazione dell'autorità unitaria dello Shropshire che comprende il territorio di tutti i precedenti distretti della contea.

## Parrocchie civili
- Kinnerley
- Knockin
- Llanyblodwel
- Llanymynech and Pant
- Melverley
- Oswestry
- Oswestry Rural
- Ruyton-XI-Towns
- St Martin's
- Selattyn and Gobowen
- West Felton
- Weston Rhyn
- Whittington